# Doppelsöldner

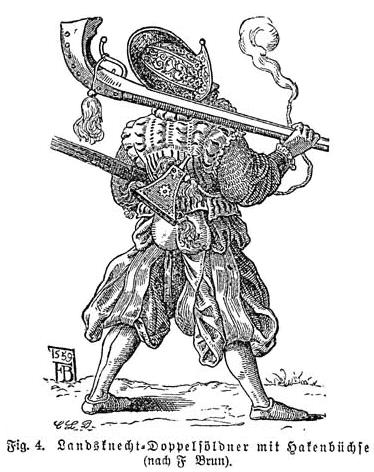
Doppelsöldner wyposażony w arkebuz

Doppelsöldner (z niem. podwójny żołd) byli w XVI-wiecznych Niemczech landsknechtami, specjalnie przygotowanymi do walki w pierwszych szeregach. Narażali się na większe niebezpieczeństwo, pobierając za swoje usługi podwójny żołd (stąd też wywodzi się ich nazwa). Mniej więcej jeden landsknecht na czterech mógł zostać doppelsöldnerem. Niewielka część doppelsöldnerów w każdym oddziale była uzbrojona w broń palną.
Część landsknechtów wyszkolona w walce, potężnym dwuręcznym mieczem, była uprawniona do pobierania podwójnego żołdu i tym samym kwalifikowała się jako doppelsölder. Fryderyk III Habsburg, Cesarz Świętego Cesarstwa Rzymskiego, w 1487 roku przyznał wyłączne prawo do używania mieczy dwuręcznych Bractwu Świętego Marka.
Dwuręczne miecze były przypuszczalnie używane przez doppelsöldner do przełamywania szeregów pikinierów - za pomocą szerokich cięć odcinali oni grot piki lub też po prostu odsuwali ją od siebie i atakowali dzierżącego ją przeciwnika. Historycy dyskutują nad prawdziwością tej teorii, jednak nawet jeśli jest ona tylko legendą, to pojawia się ona co najmniej do XVII wieku. Już w 1583 roku Cesare d'Evoli kwestionował możliwość odcięcia drzewca piki za pomocą halabardy oraz nie uznawał miecza dwuręcznego za broń zbyt użyteczną.
Stroje żołnierzy w owych czasach były bardzo ekstrawaganckie i doppelsöldner nie byli tu wyjątkiem. Nosili pasiaste nogawice, bufiaste rękawy oraz duże, bogato zdobione kapelusze.